# Shaggy (cantante)
Shaggy, pseudonimo di Orville Richard Burrel (Kingston, 22 ottobre 1968), è un cantante e rapper giamaicano naturalizzato statunitense.
Deve il nome d'arte ai suoi amici, che lo associavano al personaggio della serie animata Scooby Doo Norville "Shaggy" Rogers. La sua famiglia emigrò negli Stati Uniti dalla Giamaica e si stabilì nella città di New York. È stato notato per avere un tono di voce baritonale, ed è facilmente identificabile per il suo marchio commerciale e per il suo modo di rappare e cantare.

## Biografia
Nato e cresciuto a Kingston, in Giamaica, all'età di 18 anni si trasferisce con la famiglia a New York dove nel 1987 inizia a prendere lezioni di canto a Brooklyn.

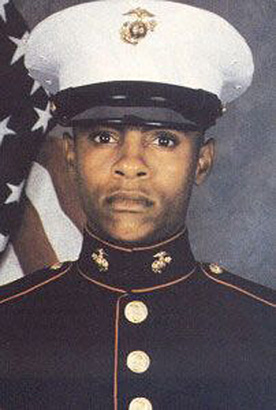
Shaggy durante il servizio militare

Nel 1988, all'età di 20 anni, si arruola volontario nei Marines degli Stati Uniti, affrontando un duro addestramento al Marine Corps Recruit Depot di Parris Island, nella Carolina del Sud. Dopo l'addestramento, viene inquadrato con l'incarico di artigliere nella 2ª Divisione Marine, del 10º Reggimento Marine del 5º Battaglione di guarnigione a Camp Lejeune, nella Carolina del Nord. Nel 1990, con il rango di soldato di prima classe, viene inviato in prima linea con il suo battaglione in Arabia Saudita per partecipare alla guerra del Golfo e, proprio in questo ambito, ha cominciato a interessarsi più seriamente alla musica facendo passare i momenti di tensione usando la sua voce.
Terminato il servizio militare nel 1992, decise di dedicare la sua vita alla musica, e nel 1993 incise la sua prima hit Oh Carolina, un rifacimento in chiave dance di un successo della band ska Folkes Brothers. 
Nello stesso anno apparve anche nell'album hip hop di Kenny Dope The Unreleased Project e incise il suo primo album, Pure Pleasure. Negli anni successivi la sua popolarità accrebbe sempre di più, raggiungendo l'apice con la canzone Boombastic che divenne un successo mondiale nonché colonna sonora di una pubblicità della Levi's e nel 2025 della Fiat Grande Panda. In particolar modo in Italia, il singolo è risultato il più venduto del 1995.
Tornò alla ribalta nel 2001 con altri singoli che raggiunsero la prima posizione della classifica inglese come It Wasn't Me o le cover di brani già conosciuti come Angel. L'album di estrazione di questi singoli, Hot Shot, ebbe anch'esso successo, raggiungendo i vertici della classifica americana Billboard 200.
L'anno dopo pubblicò l'album Lucky Day, mentre nel 2005 fu la volta di Clothes Drop, che però non riscosse il successo sperato. Nel 2007 ha pubblicato un nuovo album, Intoxication, mentre l'anno successivo sono stati pubblicati due singoli poi confluiti nelle colonne sonore di Euro 2008, Feel the Rush e Like a Superstar. In particolar modo, Feel the Rush ha ottenuto un buon successo a livello europeo. Nel 2010 ha inciso insieme a Bob Sinclar e Sahara il singolo I Wanna, di discreto successo commerciale. Nel 2011 incide, di nuovo insieme a Sahara, il singolo Champagne. Il 16 febbraio 2012 ha partecipato alla serata delle cover del Festival di Sanremo, duettando con Chiara Civello. Nel 2018 pubblica insieme a Sting un album dal titolo 44/876.

## Vita privata
È padre del rapper statunitense Robb Banks.

## Discografia

### Album in studio
- 1993 - Pure Pleasure
- 1994 - Original Doberman
- 1995 - Boombastic
- 1997 - Midnite Lover
- 2000 - Hot Shot
- 2002 - Lucky Day
- 2005 - Clothes Drop
- 2007 - Intoxication
- 2011 - Shaggy & Friends
- 2011 - Summer in Kingston
- 2012 - Rise
- 2013 - Out of Many, One Music
- 2018 - 44/876 (con Sting)
- 2019 - Wah Gwaan?!
- 2020 - Hot Shot 2020

### Raccolte
- 1999 - Ultimate Shaggy Collection
- 2002 - Hot Shot: Ultramix
- 2002 - Mr. Lover Lover - The Best of Shaggy... Part 1
- 2003 - Boombastic Hits
- 2004 - The Essential Shaggy
- 2008 - Best of Shaggy: The Boombastic Collection
- 2014 -  SMIX - Mr. Lover Collection (con DJ Hidrro)
- 2014 - Icon

### Singoli
- 1993 - Oh Carolina
- 1993 - Soon Be Done
- 1995 - In the Summertime (feat. Rayvon)
- 1995 - Boombastic
- 1996 - Why You Treat Me So Bad (feat. Grand Puba)
- 1996 - The Train Is Coming (feat. Ken Boothe)
- 1996 - That Girl (feat. Maxi Priest)
- 1997 - Piece of My Heart (feat. Marsha)
- 1998 - Luv Me, Luv Me (feat. Janet Jackson)
- 1998 - I Got You Babe (Merril Bainbridge feat. Shaggy)
- 2000 - Dance & Shout
- 2000 - It Wasn't Me (feat. Rikrok)
- 2001 - Angel (feat. Rayvon)
- 2001 - Luv Me, Luv Me (feat. Samantha Cole)
- 2001 - Christmas in Jamaica (Toni Braxton feat. Shaggy)
- 2002 - Me Julie (feat. Ali G)
- 2002 - Hey Sexy Lady (feat. Brian e Tony Gold)
- 2002 - Gebt das Hanf frei! (Stefan Raag feat. Shaggy)
- 2003 - Strenght of a Woman
- 2003 - Get My Party On (feat. Chaka Kahn)
- 2004 - Her Eyes (feat. Rikrok)
- 2005 - Wild 2Nite (feat. Olivia Longott)
- 2006 - Ultimatum (feat. Na'Sha)
- 2007 - What's Love (feat. Akon)
- 2007 - Bonafide Girl (feat. Rikrok)
- 2008 - Like a Superstar
- 2008 - Feel the Rush (feat. Trix & Flix)
- 2009 - Fly High (feat. Gary "Nesta" Pine)
- 2010 - I Wanna (Bob Sinclar feat. Sahara & Shaggy)
- 2010 - Girls Dem Love We (feat. Mavado)
- 2011 - Good Good (feat. Alaine)
- 2011 - Champagne (feat. Sahara)
- 2012 - Lengua (feat. Beatriz Luengo)
- 2013 - Sexy Swag (Gabry Ponte feat. Shaggy & Kenny Ray)
- 2013 - You Girl (feat. Ne-Yo)
- 2014 - Habibi (I Need Your Love) (Faydee, Shaggy, Mohombi e Costi Ionita)
- 2015 - Passion (Andrea e Otilia feat. Shaggy)
- 2018 - Don't Make Me Wait (con Sting)
- 2020 - Algoritmo (Willie Peyote feat. Shaggy e Don Joe)
- 2020 - Banana (Conkarah feat. Shaggy)
- 2025 – Til A Mawnin (con Sting)

## Premi e riconoscimenti
- 2007: insignito dell'Order of Distinction per il suo contributo all'industria musicale nazionale ed internazionale[4].